# Castelul Apafi din Mălâncrav

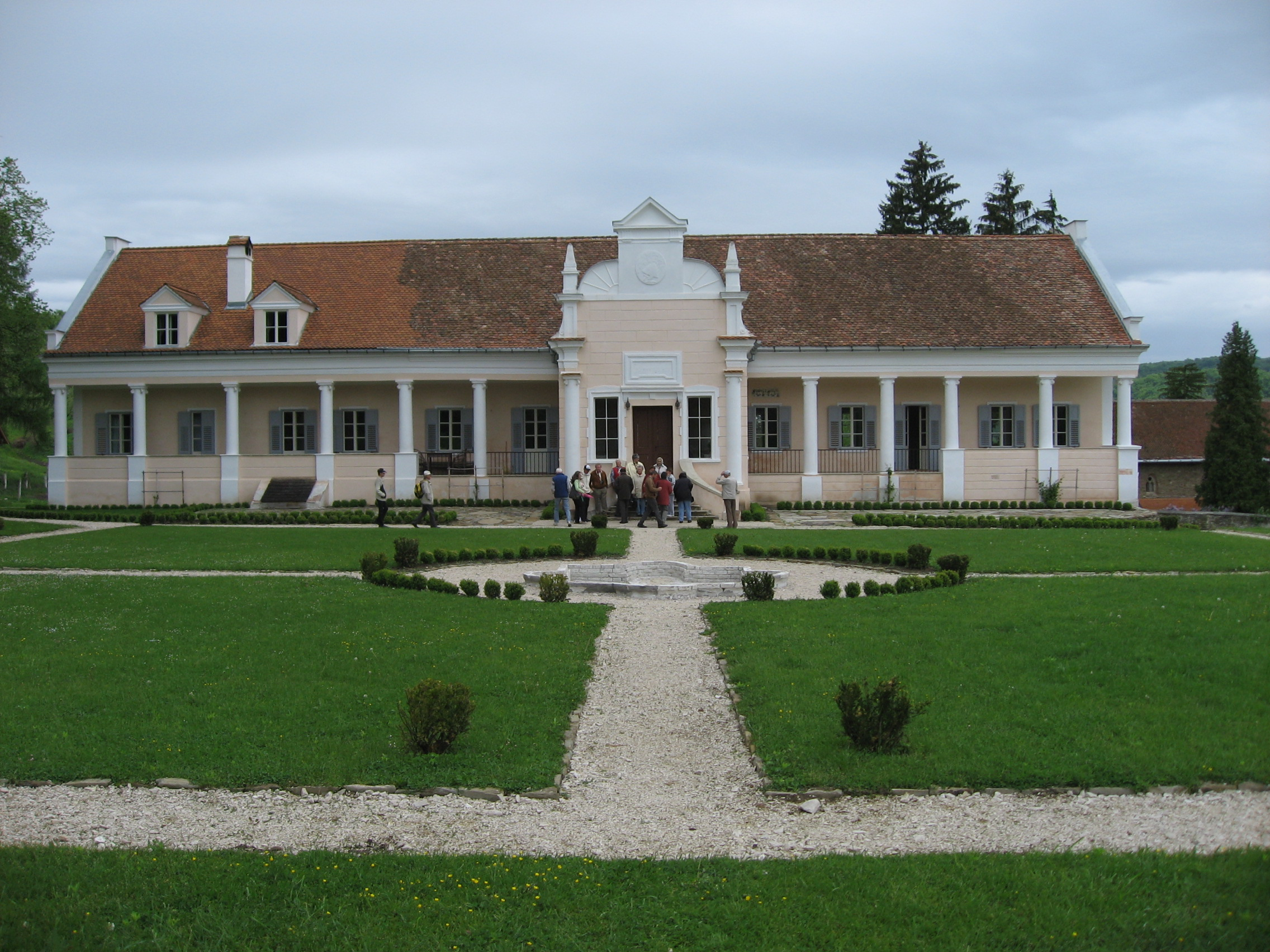
Castelul din Mălâncrav

Castelul Apafi din Mălâncrav este un edificiu transferat în secolul al XVIII-lea din proprietatea familiei Apafi în cea a familiei Bethlen. În prezent clădirea se află în patrimoniul fundației Mihai Eminescu Trust, aflată sub patronajul prințului Charles. Edificiul nu se află pe lista monumentelor istorice.
În această locație a fost realizat filmul Malmkrog, în regia lui Cristi Puiu.